# Villa Belgrano

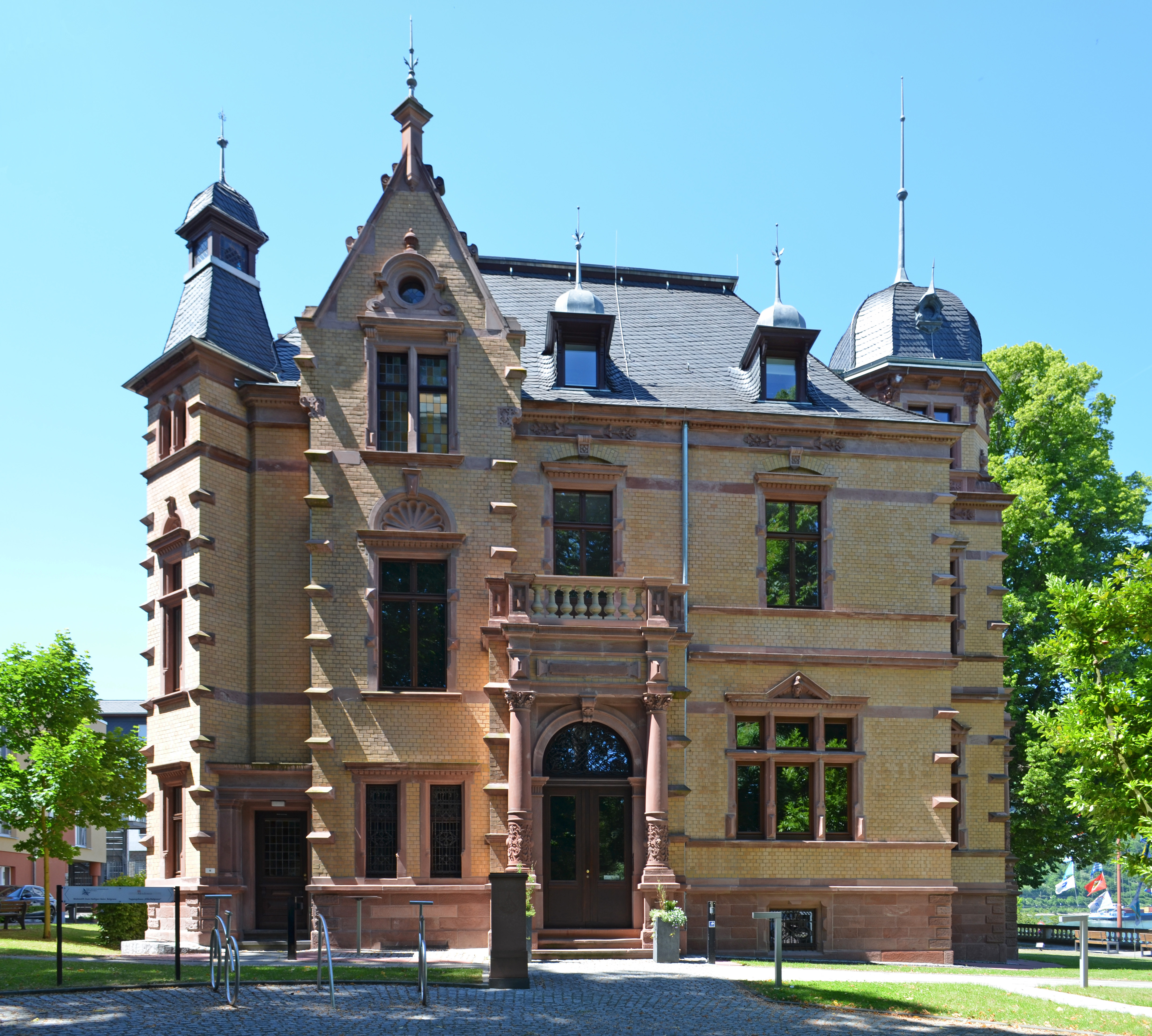
Eingangsfassade der Villa Belgrano

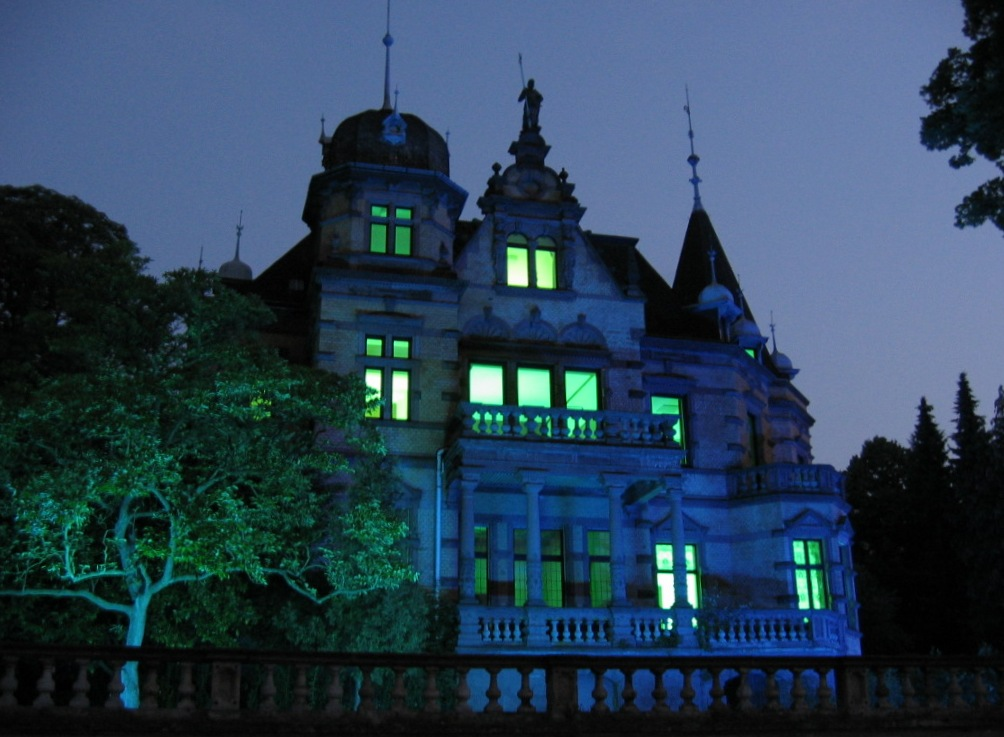
Villa Belgrano mit Lichtinstallation des Kunstvereines Mittelrhein – KM 570

Die Villa Belgrano ist ein in Boppard am Rhein gelegenes Sommerhaus, welches Ende des 19. Jahrhunderts von dem Architekten August Heins gebaut wurde. Heute wird die Villa als Tagungshaus der Kommunal-Akademie Rheinland-Pfalz genutzt.

## Lage
Die Villa Belgrano befindet sich in Boppard in Rheinnähe. Sie hat die Anschrift „Untere Fraubachstraße 2“ und steht an der Straßenecke, an der die Untere Fraubachstraße auf die Rheinallee mündet.

## Geschichte
Um 1880 beauftragte der in Argentinien lebende Franz Mallmann seinen 1877 aus Berlin nach Boppard übergesiedelten Schwager August Heins ihm dort eine Villa zu bauen. August Heins war Architekt und hatte sich mit den Bauten der Villa Thonet und neogotischen Königsvilla bereits einen Ruf erworben. Außerdem entwickelte er die Pläne für den Umbau des Schlosses Schönberg. Der 1846 in Boppard geborene Geschäftsmann Franz Mallmann war 1867 nach Argentinien ausgewandert und wollte diese Villa als Sommerhaus für seine Frau nutzen, da sie das argentinische Klima zu dieser Jahreszeit nicht gut vertrug.
Ende der 1880er Jahre erwarb Mallmann das für die Villa und Park notwendige Areal, darunter war ein 2800 m² großer Weinberg in der Leiergasse, die sogenannte Villa Somborn sowie zwei kleinere Winzerhäuser für insgesamt rund 150.000 Goldmark. Am 5. November 1889 stimmte der Stadtrat den Bauplänen zu. Somit konnten die Arbeiten an der zweigeschossigen Villa Belgrano in den Formen späthistoristischer Neorenaissance aus gelbem Ziegelblender und rotem Sandstein beginnen, welche im Herbst 1891 abgeschlossen wurden. Den Namen Villa Belgrano erhielt das Gebäude von Belgrano, einem Vorort von Buenos Aires, in dem die Mallmanns lebten. Aufgrund der zeitaufwendigen Anreise aus Argentinien verbrachte die Familie nur wenige Sommer in ihrer Villa.
Ab 1898 hatte die Villa eine wechselnde Geschichte, zunächst ersteigerte ein Herr Eich aus Köln das Gebäude mitsamt dem 7.200 m² großen Grundstück für 115.000 Mark, im Adressbuch von 1900 wurde dann Herr Berg, Direktor der Märkischen Bank in Bonn als Bewohner angeführt. 1903 erwirbt der Pensionär Heinrich Weltmann aus Brüssel das gesamte Areal für 144.000 Mark im Rahmen einer Zwangsversteigerung. Ab 1909 gehört die Villa dem Textilkaufmann Heinrich Weltmann, dessen Schwiegersohn von 1910 bis 1913 hier eine Hausarztpraxis betrieb. Nach dem 1. Weltkrieg kehrten Wellmann und seine Ehefrau Bertha Anna Clara Knagge, die Tochter des Überseekaufmanns Johannes Knagge, wieder an ihren Geburtsort in Wildeshausen zurück, wo Weltmann 1921 verstarb.
Nachdem die Villa in den 1920er und 1930er Jahren zeitweise unbewohnt war, erwarb 1938 der aus dem Saarland stammende Unternehmer Willi Maurer den Gesamtkomplex, er konnte seine Pläne aber zunächst aufgrund des ausbrechenden 2. Weltkrieges nicht umsetzen.
Nach dem Zweiten Weltkrieg wurde die Villa zum Sitz der französischen Kommandantur im Mittelrheintal. Im Jahr 1949 gründete Willi Maurer, der Erfinder von Rei in der Tube, dann schließlich in Boppard sein Unternehmen und verwendete das Anwesen zur Errichtung einer Betriebsstätte. Die Villa nutze er als Wohn- und Bürohaus und im Park der Villa wurde später ein Verwaltungs- und Produktionsgebäude errichtet. 1965 wurde das Unternehmen an den Konzern Procter & Gamble veräußert und nach Koblenz verlagert. Daraufhin übernahm sein Bruder Heinz Maurer die Liegenschaften vorübergehend für sein eigenes Unternehmen sebapharma.
Im Jahr 1969 erwarb die bereits 1950 gegründete Kurbetriebsgesellschaft Boppard die Villa inklusive der Anbauten um sie nach diversen Umbauten ab 1971 als Kurklinik mit 70 Betten und Kneippbad zu nutzen. Die Kurbetriebsgesellschaft musste jedoch im Februar 1997 Konkurs anmelden und wurde geschlossen. Danach standen die Gebäude zunächst leer.
Im Jahr 2001 erwarb die Stiftung Hospital zum Heiligen Geist das Areal für 3,2 Millionen Euro. Von 2004 bis 2009 stand die untere Etage des Gebäudes dem Kunstverein Mittelrhein e.V. (KM 570) für Ausstellungen zeitgenössischer Kunst und Installationen zur Verfügung. Der Gemeinde- und Städtebund Rheinland-Pfalz erwarb 2009 nur die Villa ohne das umliegende Areal und ließ das Gebäude bis Februar 2011 sanieren, um es danach als Seminargebäude der Kommunal-Akademie nutzen zu können. Finanziert wurde die Sanierung und der Umbau aus dem Konjunkturprogramm aus dem Jahr 2009. Im ehemaligen Park der Villa wurde nach Abriss des Gebäudebestandes ein Seniorenheim errichtet.

## Heutige Nutzung
Die Villa Belgrano dient heute als Tagungszentrum der Kommunal-Akademie Rheinland-Pfalz. Hier sind neben den Büros der Geschäftsstelle der Kommunal-Akademie fünf Seminarräume eingerichtet, das Erdgeschoss dient im Wesentlichen als Aufenthalts- und Kommunikationsbereich und wird auch für verschiedene Veranstaltungen genutzt.

## Denkmalschutz
Die Gesamtanlage bestehend aus der Villa und Park ist seit dem Jahr 2001 geschützt als eingetragenes Kulturdenkmal im Sinne des Denkmalschutz- und -pflegegesetzes (DSchG) des Landes Rheinland-Pfalz. Außerdem ist sie seit 2002 Teil des UNESCO-Welterbes Oberes Mittelrheintal.